# Marcus Fadius Celer Flavianus Maximus
Marcus Fadius Celer Flavianus Maximus war ein im 1. Jahrhundert n. Chr. lebender Angehöriger des römischen Ritterstandes (Eques).
Durch eine Inschrift, die in Volubilis gefunden wurde und die auf 44/45 datiert ist, ist belegt, dass Maximus Statthalter (procurator Augusti pro legato) der Provinz Mauretania Tingitana war.
Nach Beendigung der Eroberung Mauretaniens unter Claudius (41–54) wurde das Land um 42/43 in die zwei Provinzen Mauretania Caesariensis und Mauretania Tingitana eingeteilt; Maximus dürfte daher vermutlich der erste Statthalter in Mauretania Tingitana gewesen sein.

## Datierung
Die Inschrift aus Volubilis wird bei der Epigraphik-Datenbank Clauss-Slaby auf 44/45 datiert. Laut John Spaul wurde die Inschrift zwischen dem 25. Januar 44 und dem 24. Januar 45 errichtet; er nimmt an, dass Maximus von 43 bis 48 Statthalter in der Provinz war.